# A király halott (Family Guy)
A király halott (angolul The King Is Dead, további ismert magyar címe: Anna és a halott király) a Family Guy második évadjának a hetedik része. Összességében ez a tizennegyedik rész. Az epizódot először az amerikai FOX csatorna mutatott be 2000. március 28-án, egy héttel a hatodik epizód után. Magyarországon a Comedy Central mutatta be 2008. október 27-én.
|  | Alább a cselekmény részletei következnek! |

## Cselekmény
Robert Kimble halála után Loist kérik fel a Quahog-i Színjátszó Kör művészeti vezetőjének. Elsőre az Anna és a király című darabot szeretné színre vinni. A családból mindenki részt vesz a szereplőválogatáson, amin Brian kapja a sziámi király szerepét, Anna szerepét pedig Loretta, Quagmire lesz a konferanszié, míg Stewie játszhatja el a sziámi csecsemőt. Mivel Peter meghallgatása elég gyengére sikerül, és nem kap szerepet, Lois producernek nevezi ki abban reménykedve, hogy ezzel távol tarthatja a darabtól. Peter azonban szép lassan átveszi az irányítást és teljesen megváltoztatja a darabot. Peter ráveszi Diane Simmonst, a helyi tévé hírolvasóját, hogy említse meg a darabot a hírekben, cserébe megígéri neki, hogy ő játszhatja a főszerepet.
Peter megpróbál ötleteket átemelni aktuális tévéműsorokból, és modernné tenni a darabot. Végül teljesen átírja a darabot, melyben a sziámi gyerekek igazából űrlények. Loison kívül mindenkinek tetszik az ötlet. Közben kiderül, hogy Peter ötletei segítik a darab népszerűsítését, és telt házas előadás várható. Lois dühösen Peternek támad, majd kiszáll a darabból, ráhagyja a rendezést. Lois azt tervezi, hogy megmutatja Peternek, hogy milyen, ha állandóan változtatnak a dolgok, ezért másnap reggelire halat ad neki nyers tojással. Peter állandó változtatásait már Diane is megelégeli és kiszáll, így hát maga Peter játssza el Anna szerepét.
Peter bemutatóján az Anna és a király egy apokalipszis utáni jövőben játszódik, a helyszín Sziám, egy romokban heverő város 2015-ben, a kilencedik atomháború után. A világ gyászos képet mutat „rengeteg robbanással, és nyilvános meztelenkedéssel”. A király erőszakkal ragadta magához a hatalmat. ANNA egy „Automatikus Nukleáris Neohumán Android”, egy robot nindzsa az Anglia nevű bolygóról, akit azért küldtek, hogy megszabadítsa a világot a király zsarnokságától. ANNA nem zavarodik meg bikinis lányok képében megjelenő sziámi gyerekektől, még a szex orgiának is ellenáll, majd kungfu párbajban legyőzi a királyt, és kihirdeti, hogy Sziám új neve Amerikai Egyesült Államok.
Lois is megnézi a premiert, csak hogy lássa Peter megaláztatását, amiért tönkretette a történetet, de várakozása ellenére a darab sikeres. Lois magából kikelve leinti a tapsolást, és szónoklatba kezd, hogy amit láttak, az nem művészet, nem is kultúra, hanem csak fos. Peter látszólag zavarba jön, de egy jó hosszút szellent a színpadon, amin mindenki nevet, és újra tapsolnak, ügyet sem vetve Loisra, így végül Quahog egyik legnépszerűbb embere lesz. Később Peter hazatérve a társulati buliról, megköszöni Loisnak, hogy lehetőséget adott neki felfedezze a kreativitását. Lois kissé hibásnak érzi magát a viselkedése miatt, és bevallja, hogy eleinte nem hitt Peter munkáját, de elismeri, hogy aki képes így átalakítani a darabot, abban lehet kreativitás. Peter meghatódva a szavain megígéri, hogy a következő évben készít egy darabot, amelynek Lois lehet a rendezője, majd azonnal megkérdezi, hogy „Heh, te hallottad, amikor fingtam?”

## Külső hivatkozások
- A király halott az Internet Movie Database-ben (angolul)
- A király halott a Rotten Tomatoeson (angolul)
- A király halott a Box Office Mojón (angolul)